# متلازمة بفابا
متلازمة بفابا (بالإنجليزية: PFAPA syndrome)‏ أو متلازمة مارشال (بالإنجليزية: Marshall syndrome)‏ أو حمى مارشال الدورية أو الحمى الدورية نوع مارشال (بالفرنسية: Fièvre périodique type Marshall)‏ أو متلازمة الحمى الدورية والقرحة الفموية والتهاب البلعوم والتهاب الغدة أو تضخم العقد العنقية (بالإنجليزية: Periodic fever, aphthous stomatitis, pharyngitis and adenitis syndrome أو periodic fever aphthous pharyngitis and cervical adenopathy syndrome)‏ هي حالة طبية تبدأ عادة في مرحلة الطفولة وتحدث فيها حمى دورية على فترات من 3 إلى 5 أسابيع تقريبا، تحدث معها قرحة فموية والتهاب البلعوم والتهاب الغدة أو تضخم العقد العنقية. وصفت المتلازمة أول مرة عام 1987 وسميت بعدها بسنتين.

## التسمية
جاءت تسمية متلازمة بفابا (بالإنجليزية: PFAPA syndrome)‏ من اختصار أوائل أسماء الأمراض المرتبطة بالمتلازمة وهي كما يلي:
- حمى دورية (بالإنجليزية: Periodic Fever)‏
- قرحة فموية (بالإنجليزية: Aphthous stomatitis)‏
- التهاب البلعوم (بالإنجليزية: Pharyngitis)‏
- التهاب الغدة (بالإنجليزية: Adenitis)‏ أو تضخم العقد (بالإنجليزية: Adenopathy)‏

أما تسمية متلازمة مارشال أو حمى مارشال الدورية أو الحمى الدورية نوع مارشال فيجب تمييزها عن متلازمة مارشال وكذلك متلازمة مارشال - سميث [الإنجليزية].

## الأعراض والعلامات
الأعراض الرئيسية التي تشخص بها المتلازمة واضحة من اسمه وهي حمى دورية قرحة فموية والتهاب البلعوم والتهاب الغدة العنقية. يبدو الطفل صحيحا وطبيعيا بين النوبات وحتى أثناء النوبات أحيانا. تستمر النوبات 6 أشهر على الأقل. لأجل التشخيص يجب أخذ عينات من الحلق والتأكد من خلو أي مسببات أخرى مثل فيروس إبشتاين-بار والفيروس المضخم للخلايا وحمى البحر الأبيض المتوسط.

## الأسباب
أسباب حصول متلازمة بفابا غير معلومة. لكن غالبا من يطرح موضوع المتلازمة مع متلازمات الحمى الدورية الأخرى.
تعد الأسباب الوراثية أسباب أولية محتملة أو قد تحدث بسبب عدوى.

## العلاج
عادة ما تزول أعراض المتلازمة تلقائيا. أما العلاج فيستعمل من أجل تخفيف شدة الأعراض. وقد يكون العلاج بالأدوية أو بالجراحة.
تعد الكورتيكوستيرويدات من العلاجات المستعملة في علاج المتلازمة، حيث تستعمل جرعة واحدة عن بداية نوبة الحمى. ويمكن أن تزول أعراض الحمى بعد ساعات من الجرعة الواحدة. لكن هذه العلاج يمكن أن يؤدي إلى نوبات أكثر تكرارا من الحمى في بعض الأطفال. ويبدو أن تثبيط إنترلوكين 1 (بواسطة آناكينرا مثلا) مفيد في علاج الحالة.
ويبدو أن الجراحة مفيدة في علاج بعض الأعراض وكذلك النوبات المستقبلية. لكن الأدلة التي تدعم اللجوء إلى الجراحة متوسط الجودة.

## توقعات سير المرض
بحسب الأبحاث الحديثة، فإن متلازمة بفابا لا تؤدي إلى أي مرض آخر وتزول تلقائيا عندما يكبر الطفل وليس هنالك أية تأثيرات طبية طويلة الأمد.

أما ملازمة بفابا التي تظهر على البالغين فلا يمكن أن تزول تلقائيا.